# Adriana Boudevska
Adriana Boudevska (en bulgare : Адриана Будевска ; Dobritch, 13 décembre 1878 - Sofia, 9 décembre 1955) est une actrice bulgare, une des fondatrices du théâtre professionnel de son pays.

## Biographie
Son premier rôle est celui de Vassilis Melentieva dans la pièce éponyme d'Alexandre Ostrovski.

## Hommages
- Le cratère vénusien Budevska a été nommé en son honneur [1].